# North Kansas City
North Kansas City és una població dels Estats Units a l'estat de Missouri. Segons el cens del 2000 tenia 4.714 habitants.

## Demografia
Segons el cens del 2000, North Kansas City tenia 4.714 habitants, 2.546 habitatges, i 1.013 famílies. La densitat de població era de 417,5 habitants per km².
Dels 2.546 habitatges en un 18,1% hi vivien nens de menys de 18 anys, en un 24,7% hi vivien parelles casades, en un 11% dones solteres, i en un 60,2% no eren unitats familiars. En el 51,1% dels habitatges hi vivien persones soles el 12,9% de les quals corresponia a persones de 65 anys o més que vivien soles. El nombre mitjà de persones vivint en cada habitatge era d'1,85 i el nombre mitjà de persones que vivien en cada família era de 2,77.
Per edats la població es repartia de la següent manera: un 18% tenia menys de 18 anys, un 12,7% entre 18 i 24, un 34,3% entre 25 i 44, un 20,9% de 45 a 60 i un 14,1% 65 anys o més.
L'edat mediana era de 36 anys. Per cada 100 dones de 18 o més anys hi havia 92,2 homes.
La renda mediana per habitatge era de 28.674 $ i la renda mediana per família de 33.906 $. Els homes tenien una renda mediana de 27.487 $ mentre que les dones 26.591 $. La renda per capita de la població era de 18.967 $. Entorn del 10,6% de les famílies i el 12,5% de la població estaven per davall del llindar de pobresa.

## Poblacions més properes
El següent diagrama mostra les poblacions més properes.